# Entrichopteris
Entrichopteris is een geslacht van vliesvleugeligen uit de familie Mymaridae. De wetenschappelijke naam van dit geslacht is voor het eerst geldig gepubliceerd in 1990 door Yoshimoto.

## Soorten
Het geslacht Entrichopteris is monotypisch en omvat slechts de volgende soort:
- Entrichopteris eberhardi Yoshimoto, 1990